# Villa Schöningen

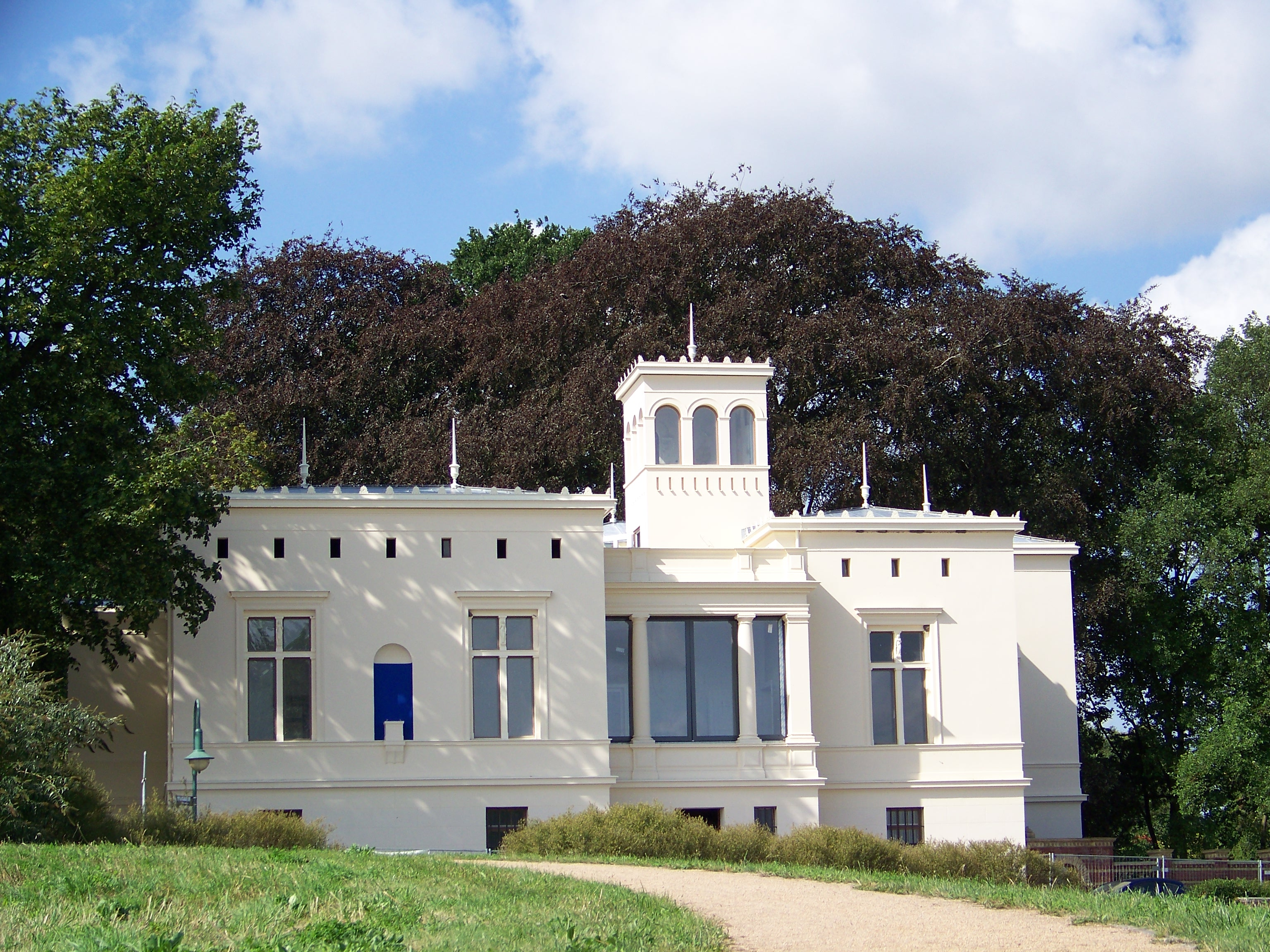
Villa Schöningen 2009

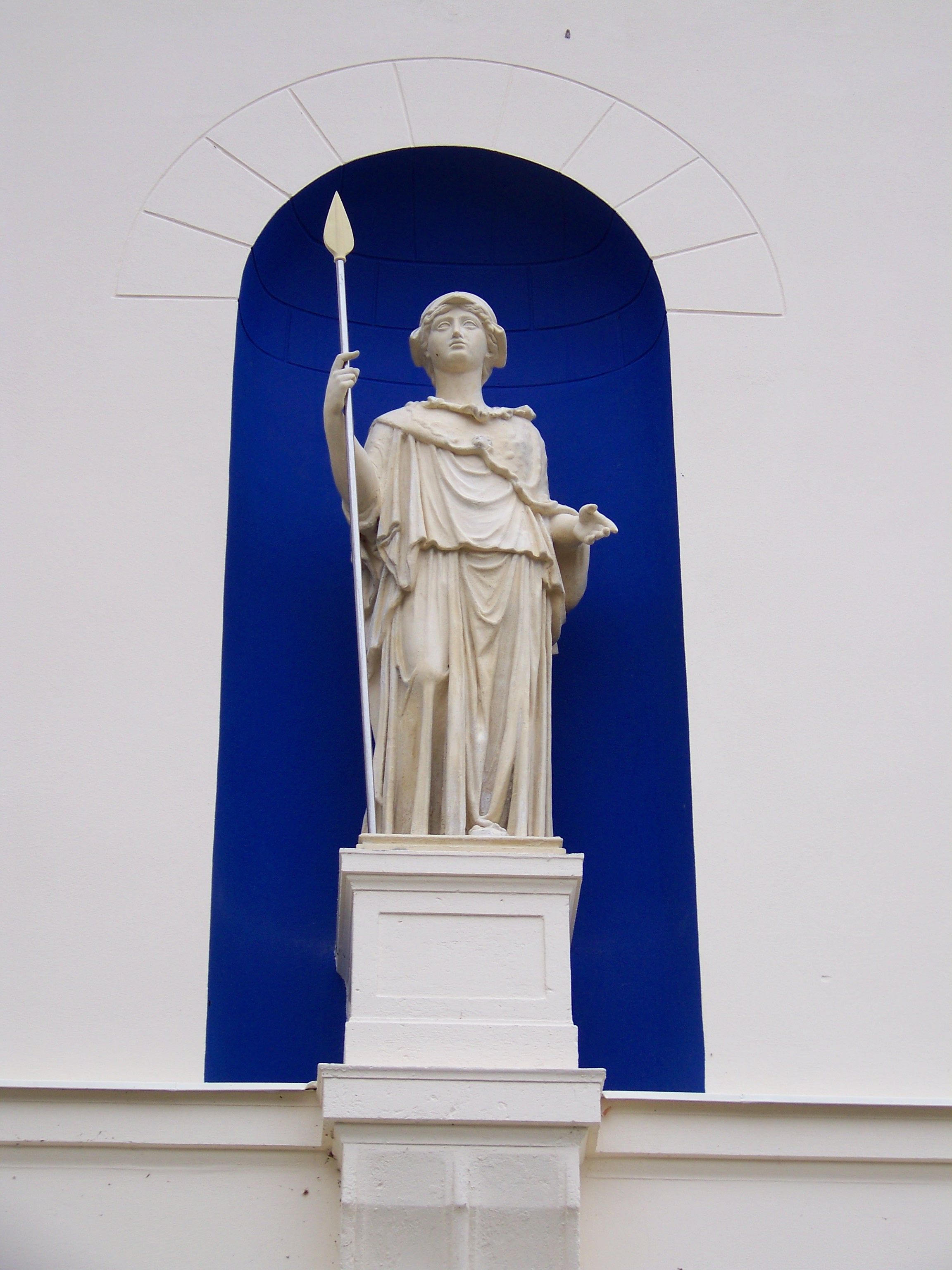
Rekonstruierte Minerva an der Villa Schöningen, 2009

Die Villa Schöningen ist ein historisches Wohngebäude im Potsdamer Stadtteil Berliner Vorstadt, Berliner Straße 86, an der Ecke Berliner Straße und Schwanenallee, wenige Meter westlich von der Glienicker Brücke entfernt.
Im Auftrag des preußischen Königs Friedrich Wilhelm IV. entwarf Ludwig Persius 1843 für Kurd Wolfgang von Schöning, den Hofmarschall des Prinzen Carl von Preußen, ein Haus im italienischen Villenstil. Im selben Jahr erfolgte auch die Namensgebung nach der östlich von Braunschweig gelegenen Stadt Schöningen, dem Herkunftsort der Familie von Schöning.
Nach mehreren Besitzerwechseln und zunehmender Verwahrlosung nach 1945 wurde das Gebäude denkmalgerecht saniert und im November 2009 ein Ausstellungshaus eröffnet, das zeitgenössische Kunst zeigt. Seit 1977 ist die Villa Schöningen als Baudenkmal in die Denkmalschutzliste des Landes Brandenburg aufgenommen. Zudem liegt sie inmitten der als Weltkulturerbe unter Schutz gestellten Stätte Schlösser und Parks von Potsdam und Berlin.

## Geschichte

### Vorgängerbau und Grundstücksverhandlungen
An Stelle der Villa Schöningen stand zuvor ein erst 17 Jahre altes Wohnhaus, das der Potsdamer Maurermeister Christian Friedrich Fimmel 1826 für den Schiffbauer Martin Friedrich Nüssoll errichtete. An das Haus grenzte nördlich ein mit einem Bretterzaun umfriedeter Hof und ein Abort. Dieses Bild bot sich dem drittältesten Sohn Friedrich Wilhelms III., Carl von Preußen, der zur selben Zeit auf der anderen Seite des Jungfernsees das Landhaus Glienicke zu einem klassizistischen Sommerschloss umbauen ließ. Das direkt gegenüberliegende Haus des Schiffbauers störte den Blick von der Schlossanlage in die Havellandschaft durch seine unangenehme äußere Gestalt, die Jedem, der nach dem gern besuchten Glienicke wanderte, auffiel. 1832 erwarb der Zimmermeister Friedrich Wilhelm van den Bosch (1799–1855), auch van der Bosch, das Wohnhaus im Zuge einer Zwangsversteigerung für 2.550 Reichstaler. Ihm gehörte bereits das im Norden an das Grundstück des Schiffbauers grenzende Gartenland, das er als Zimmerplatz nutzte.

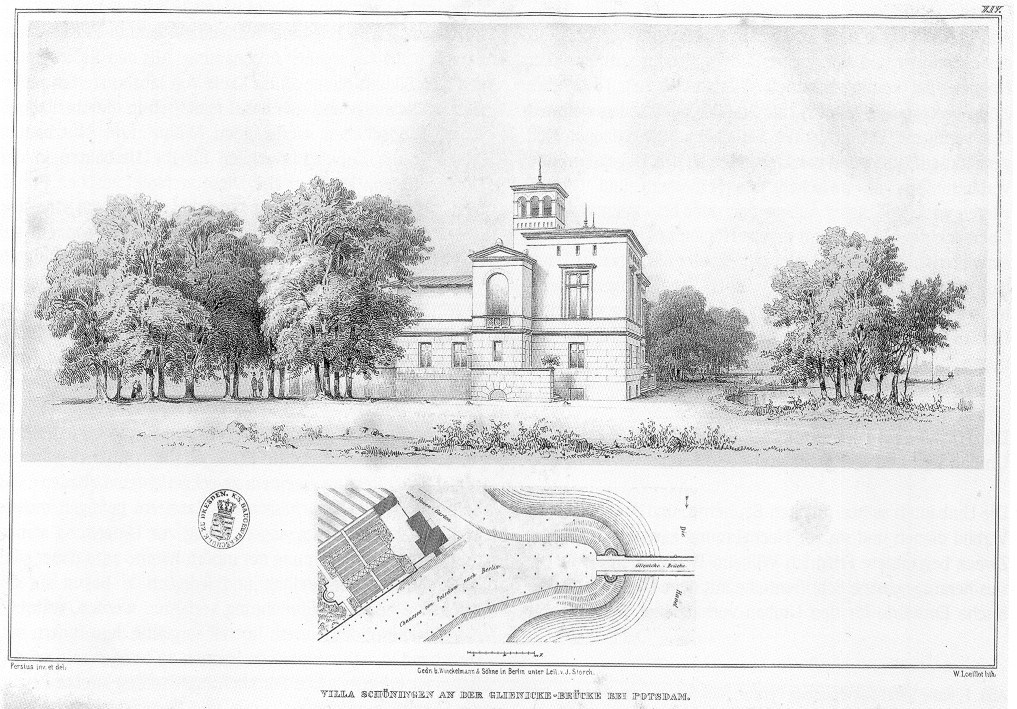
Südfassade und Lageplan. Sammlung Architektonischer Entwürfe, 1845, Bl. XIV

Nach dem Regierungsantritt Friedrich Wilhelms IV. 1840 bekam der Gartenarchitekt Peter Joseph Lenné den Auftrag; die Landschaft um Potsdam zu verschönern. In die Planung waren ebenfalls Gebäude einbezogen, die an den Havelufern oder an Verbindungswegen zwischen den königlichen Gartenanlagen standen und deren vernachlässigtes Äußere hier oder bei einem weiteren Überblick der Gegend von einem Höhepunkte aus, störend einwirken. In diesem Zusammenhang wurde privaten Eigentümern solcher Häuser ein Umbau nach den architektonischen Vorstellungen des Königs vorgeschlagen oder bebaute Grundstücke angekauft und die Gebäude mit vorgegebenen Umgestaltungswünschen an Bedienstete des preußischen Königshofes übergeben. Zur Finanzierung des Projekts stand mit Kabinettsorder vom 14. Dezember 1841 ein eigens dafür eingerichteter Immediatbaufonds mit einem jährlichen Etat von 20.000 Reichstalern zur Verfügung.
Der durch Friedrich Wilhelm IV. angestrebte Kauf des Grundstücks an der Schwanenallee und die anschließende Übergabe an den Hofmarschall Kurd Wolfgang von Schöning scheiterte zunächst an einer überhöhten Forderung des Zimmermeisters van den Bosch. Ludwig Persius vermerkte dazu in seinem Arbeitstagebuch am 2. Mai 1843: Ich trage die v. d. Boschsche Angel[egenheit] vor. S. M. sind unwillig über die Handlungsweise des Mannes u[nd] erkennen sehr wohl, dass derselbe einen hohen Kaufpreis oder die Bauunterst[ützung] des Königs urgiren will. Nicht zuletzt aus der Tatsache heraus, dass das Haus durch ungenaue Grundstücksabsteckung zu nah am Ufer des Jungfernsees errichtet wurde und somit zum Teil auf königlichem Besitz stand, kam es letztendlich zu einer Einigung. Auf Order Friedrich Wilhelms IV. wurde am 26. Mai 1843 beim Potsdamer Stadtgericht ein Kaufvertrag vereinbart und am 1. Juni 1843 von Kurd Wolfgang von Schöning und Friedrich Wilhelm van den Bosch unterzeichnet. Der Kaufpreis betrug 5.500 Taler Courant, wovon Schöning 3.000 Taler aufzuwenden hatte, die er als Hypothek nach Übergabe am 8. Oktober 1843 im Grundbuch am 10. November des Jahres eintragen ließ, ebenso ein Vorkaufsrecht des Königs. 2.500 Taler erhielt er aus dem Immediatbaufond.

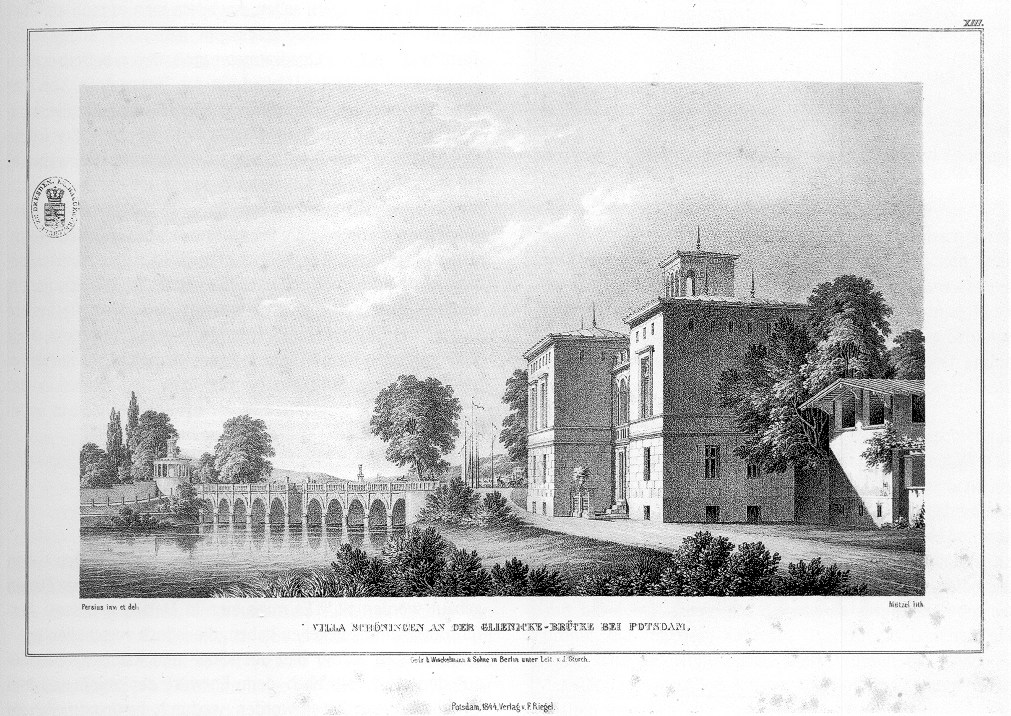
Blick von Norden auf die Villa Schöningen mit der von Karl Friedrich Schinkel entworfenen Glienicker Brücke aus Stein und dem Aussichtspavillon Große Neugierde der Schlossanlage Glienicke. Sammlung Architektonischer Entwürfe, 1845, Bl. XIII

Bereits ein Jahr zuvor bekam Ludwig Persius den Auftrag, der italienisierenden Schlossanlage Glienicke ein würdiges Gegenüber zu schaffen und das ehemalige Haus des Schiffbauers ebenfalls im italienischen Villenstil zu gestalten. Bei der abschließenden Besprechung bewilligte Friedrich Wilhelm IV. am 29. September 1843 die Finanzierung des Umbaus. Die reinen Baukosten betrugen 8.020 Taler. Durch den nachträglichen Zukauf des nördlich gelegenen van-den-Bosch’schen Zimmerplatzes für die Anlage eines Hofs, Gartens und vor allem einer von Schöning benötigten Wagenremise erhöhten sich die Kosten auf 12.273 Taler. Die Gartenanlage mit architektonisch-geometrischen Grundzügen gestaltete vermutlich der Gartenkondukteur und spätere Berliner Gartendirektor Gustav Meyer, ein Schüler und enger Mitarbeiter des Gartendirektors Peter Joseph Lenné.

### Die Villa im Besitz der Familien Wallich
Nach dem Tod Kurd Wolfgang von Schönings am 2. April 1859 erbten dessen Kinder die Villa und verkauften sie später an den Prinzen Carl. Dieser veräußerte den Besitz 1864 an den Königlichen Appellationsgerichtsrat a. D. Eduard Gustav Louis Bonseri aus Stettin, der das Haus mit seiner Frau bis 1871 bewohnte. Von dem kinderlosen Ehepaar erwarb es im selben Jahr der Rentier Moritz Jacoby für 13.000 Reichstaler, und nach dessen Tod 1878 ging es in das Eigentum seiner drei Kinder über, von denen die Tochter Anna, Ehefrau des Bankiers Hermann Wallich, einem der ersten Direktoren der Deutschen Bank, 1882 als Besitzerin in das Grundbuch der Stadt Potsdam eingetragen wurde. Die in Berlin wohnende Familie nutzte die Villa vor allem in den Sommermonaten. Der zunehmende Verkehrslärm auf der Verbindungsstraße zwischen Berlin und Potsdam, die Bebauung der Nachbargrundstücke und in Folge die Einschränkung der Aussicht in die Havellandschaft waren unter anderem Gründe, die Villa ab 1890 nicht mehr zu nutzen. Nach zwanzig Jahren Leerstand wurde 1910 schließlich der Verkauf in Betracht gezogen. Trotz der Widrigkeiten zog Hermann Wallichs Sohn, der Bankier und spätere Mitinhaber des Frankfurter Bankhauses J. Dreyfus & Co., Paul Wallich, 1913 in das Haus, das seine Familie in den ersten Jahren nur in den Sommermonaten und ab den 1920er Jahren ganzjährig bewohnte. Am 14. Dezember 1931 überschrieb er den Besitz seiner nichtjüdischen Ehefrau Hildegard, die von dem im holländischen Exil lebenden Wilhelm II. 1932 und 1935 Ufergrundstücke am Jungfernsee kaufte.
Am 30. April 1928 starb Hermann Wallich 94-jährig in Berlin. Der 1882 geborene Paul Wallich wählte nach der Reichskristallnacht am 11. November 1938 in Köln die Selbsttötung. Seine erwachsenen Kinder lebten zu dieser Zeit bereits im Ausland, und seine Frau Hildegard verließ die Villa 1939 kurz vor Ausbruch des Zweiten Weltkriegs, um ihre Familie zu besuchen. Sie blieb für immer in den Vereinigten Staaten, wo sie 1989 im Alter von 101 Jahren in Kalifornien starb. Während des Zweiten Weltkriegs war das Haus ab 1940 von der ehemaligen Köchin der Familie Wallich bewohnt und diente einige Zeit […] als Bibliothek für die Nazis und irgendeine militärische Dienststelle.

### Nutzung der Villa von 1945 bis in die heutige Zeit

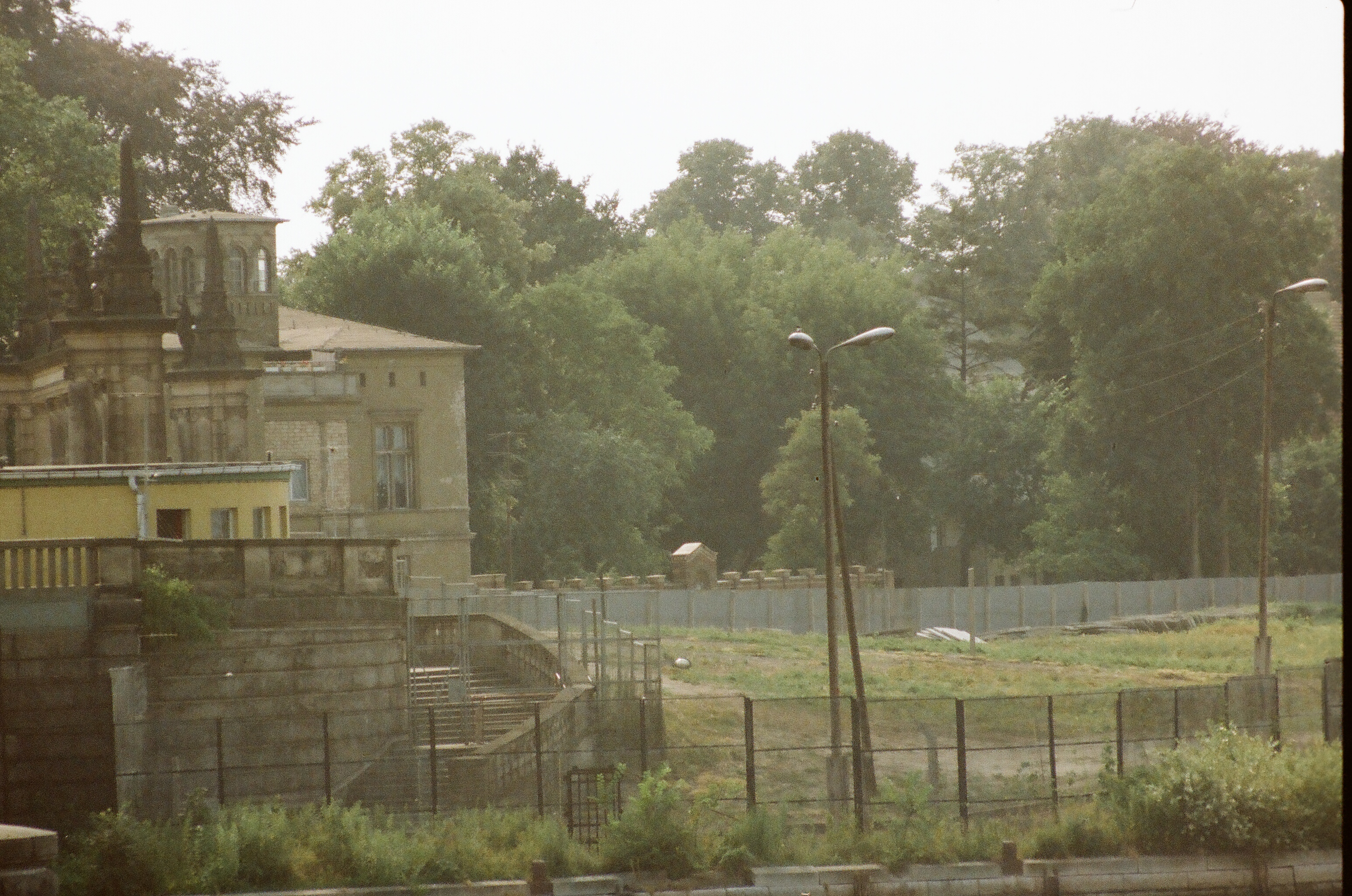
Zustand 1987; die Villa ist links, zum Teil von einem Gebäude des Grenzübergangs und einer Balustrade der Glienicker Brücke verdeckt

Die Rote Armee beschlagnahmte die nahezu unbeschädigte Villa 1945, um ein Lazarett für verwundete sowjetische Soldaten einzurichten. Dem Militär folgte 1950 der Freie Deutsche Gewerkschaftsbund (FDGB), der im Parterre für kurze Zeit Büroräume und im Obergeschoss ein Kinderwochenheim einrichtete, das nach Auszug der Gewerkschaft auch die unteren Räume bezog. Als 1961 die Berliner Mauer gebaut wurde, führte ein Teilstück der befestigten Grenzanlage die Schwanenallee entlang. Der hohe Stacheldrahtzaun, den später eine Mauer aus Betonelementen ersetzte, verlief auf der Ostseite des Hauses in etwa fünfzehn Meter Entfernung von der Haustür parallel zum Grundstück, wodurch die Villa Schöningen innerhalb des Grenzsperrgebietes lag. Obwohl einige Gebäude in diesem politisch sensiblen Bereich abgerissen wurden, um das ›Schußfeld‹ der Soldaten zu erweitern, blieb die nur wenige Meter vom Grenzübergang an der Glienicker Brücke stehende Villa erhalten und wurde weiterhin als Kinderwochenheim genutzt, das im Lauf der Zeit auch einige Tageskinder aufnahm. Die Einrichtung betreute beispielsweise Anfang der 1980er Jahre ungefähr 40 Kinder, von denen mehr als zwei Drittel Wochenkinder waren, die von Montag bis Freitag im Heim blieben.

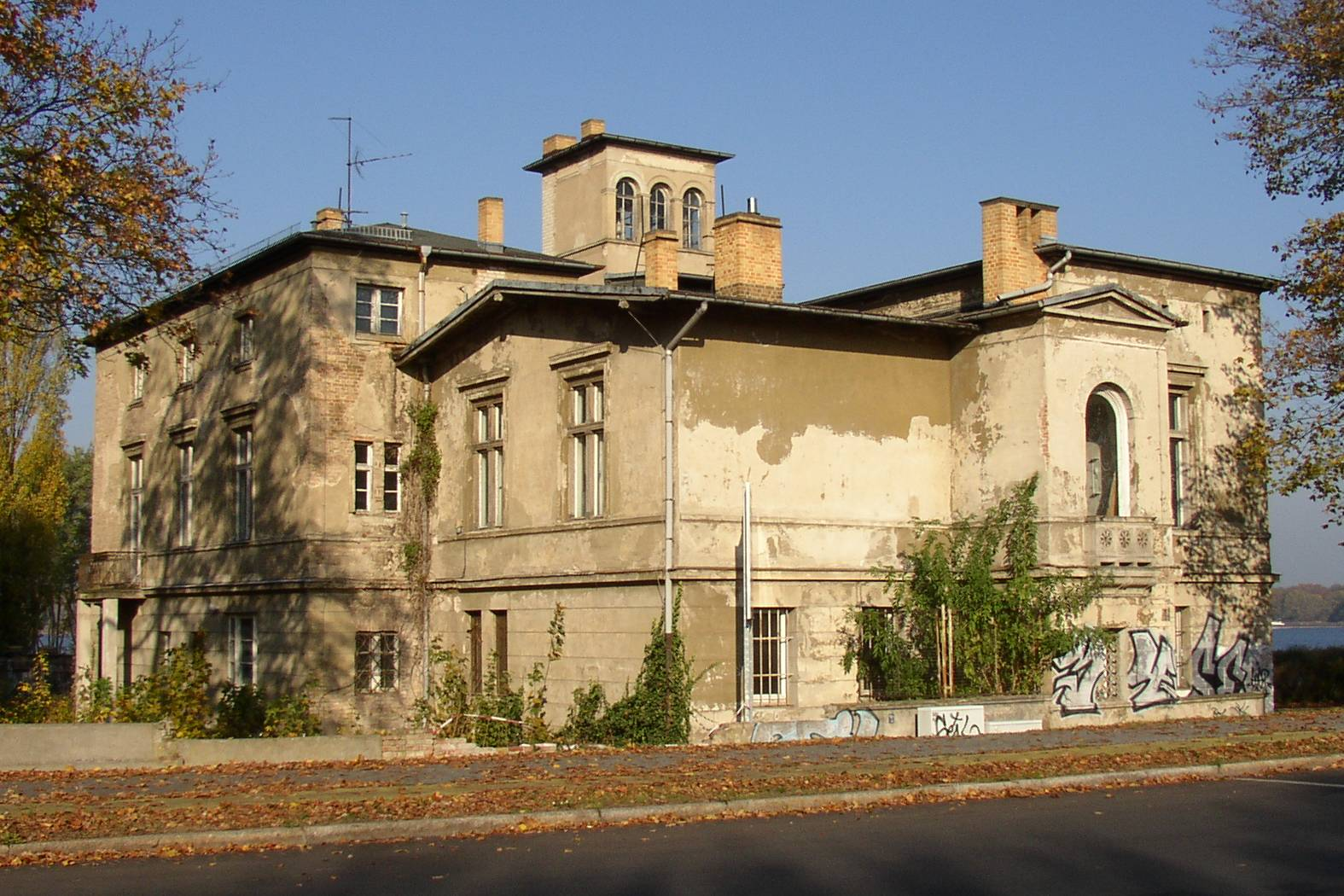
Villa Schöningen 2006. Ansicht von Südwesten.

Nach der Wende bemühten sich die Wallich-Erben um eine Rückübertragung des seit 1983 im Volkseigentum geführten Hauses, das ihnen das Potsdamer „Amt zur Regelung offener Vermögensfragen“ am 20. November 1992 in einer vorläufigen Entscheidung verkündete. Gleichzeitig deutete sich die Schließung des Kinderwochenheims an, die endgültig am 31. Dezember 1994 erfolgte, nachdem die letzten dreizehn Kinder in einer Kindertagesstätte in der nahegelegenen Menzelstraße untergebracht worden waren. Mit dem Potsdamer Haus schloss das letzte Kinderwochenheim, von denen es in der ehemaligen DDR zur Zeit der Wende 1989 noch 65 gab, von ehemals 126 Mitte der 1970er Jahre.
Die Wallich-Erbengemeinschaft verkaufte das Haus 1997 an den Berliner Bauunternehmer und Architekten Dieter Graalfs, der die Villa sanieren und auf dem insgesamt 7.400 m² großen Grundstück fünf weitere Häuser errichten wollte. Nach Ablehnung des Bebauungsplans durch die Potsdamer Stadtverordneten aufgrund der Nähe zum Welterbe, stellte der Bauunternehmer einen Abrissantrag, der ebenfalls abgelehnt wurde.
Das durch Leerstand und Vandalismus verwahrloste Haus erwarben Ende März 2007 der Vorstandschef der Axel Springer AG Mathias Döpfner und der Bankier Leonhard H. Fischer, CEO des Finanzinvestors Ripplewood (RHJ International). Nach einer denkmalgerechten Sanierung wurde dort am Vorabend des 20. Jahrestags des Mauerfalls, dem 8. November 2009, in Anwesenheit von Bundeskanzlerin Angela Merkel, dem polnischen Außenminister Radosław Sikorski, dem ehemaligen US-Außenminister Henry Kissinger und dem letzten Präsidenten der Sowjetunion Michail Gorbatschow das „Freiheitsmuseum Villa Schöningen“ eröffnet.
Heute wird die Villa Schöningen privat finanziert und als Ausstellungshaus für wechselnde zeitgenössische Kunstausstellungen genutzt. Der Garten der Villa, angelegt von Lenné, wird im Sommer meist mit wechselnden Skulpturenausstellungen bespielt. Im Erdgeschoss befindet sich das Café Pedales in welchem monatlich Jazzkonzerte stattfinden.

## Architektur

### Persius’ Entwurfsprinzipien für Umbauten
Als Vorbild der von Ludwig Persius im italienischen Stil entworfenen Gebäude diente die Bauweise oberitalienischer oder in der Umgebung Roms gelegener Villen aus dem 15. und 16. Jahrhundert. Durch Anbauten, die im Laufe der Zeit an das Haupthaus gesetzt wurden, folgte die Architektur der Villen keiner regelmäßigen Symmetrie, sondern wirkte durch die Quer- und Hochstellung der verschieden großen Baukörper wie zusammengesetzte Teile aus einem Baukasten. Dieser Gestaltung folgte Persius bei seinen Umbauten zudem mit möglicher Benutzung der vorgefundenen Substanz, mit Befriedigung der etwa hinzutretenden Bedingungen für eine gewünschte Vergrößerung der Anlage und mit Beachtung der möglichen Ökonomie von Geldmitteln, in einem einfachen, aber befriedigendem Baustyl, und zugleich mit Rücksicht für die malerische Einwirkung auf die Gegend. Außerdem wich Persius von der Hervorhebung einer Schaufassade ab und entwarf Gebäude mit sparsamer Fassadengestaltung, die von allen Seiten gleichermaßen ausgebildet waren. Um dieses Konzept und das architektonische Aussehen der Villentypen anderen Bauherren und Architekten als Vorbild nahezubringen, veranlasste Friedrich Wilhelm 1843 die Publikation der Persius-Zeichnungen unter dem Titel „Architektonische Entwürfe für den Umbau vorhandener Gebäude“.

### Umbau durch Ludwig Persius

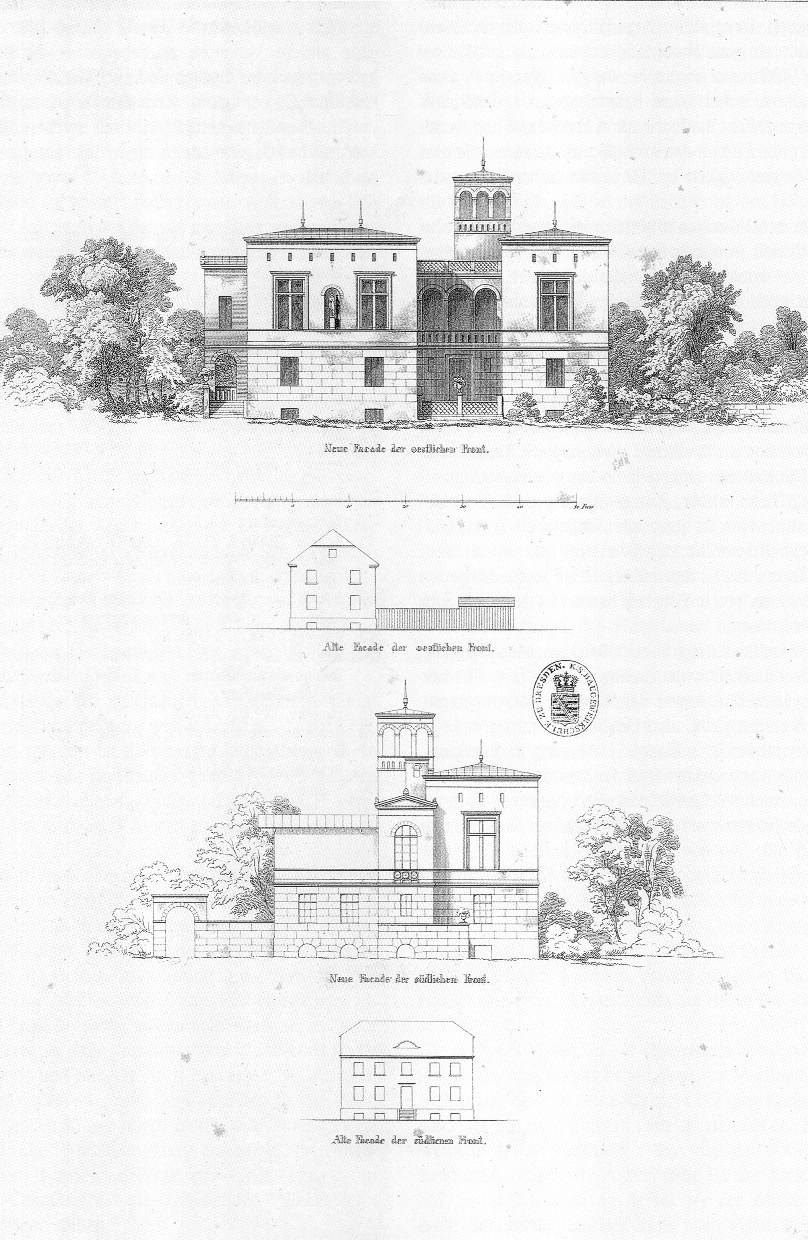
Frontansichten von der Villa Schöningen und dem Schiffbauerhaus, nach Ludwig Persius, 1844. Sammlung Architektonischer Entwürfe, 1845, Bl. XVI

Nach diesem Entwurfsprinzip plante Persius den Umbau des Schiffbauer-Hauses. Die ersten Baumaßnahmen erfolgten im Oktober 1843 und der Teilabriss des Hauses im Frühjahr 1844, dessen Bauaufsicht der Baukondukteur Albert Julius Laucken erhielt. Von dem zweigeschossigen, nach Süden fünf Fensterachsen langen und nach Osten zwei Fensterachsen breiten Haus wurde nur das Keller- und Erdgeschoss behalten. Der Hauseingang auf der Südseite, an der Berliner Straße, bekam einen zweigeschossigen Vorbau mit Rundbogenöffnung im oberen Bereich und flachem Satteldach, dessen Ecken Akroter schmückten. Die vom Eingangsbereich westlich gelegene Gebäudehälfte mit Satteldach wurde niedriger gehalten als die Ostseitige mit flachem Walmdach. Der zweiachsigen Frontseite nach Osten zur Schwanenallee gab Persius einen dekorativen Akzent durch eine blau ausgemalte Rundbogennische zwischen den Fenstern im Obergeschoss, in der eine weiß gefasste Zinkgussfigur der Minerva aus der Berliner Eisengießerei Moritz Geiß zu stehen kam. Die römische Göttin der Weisheit und Kriegskunst weist auf den Bewohner Kurd Wolfgang von Schöning als Militärexperten hin, der 1856 durch Friedrich Wilhelm IV. den Titel „Historiograph der Armee“ erhielt. Als Vorbild für die Skulptur diente die marmorne Minerva aus der Sammlung des Kardinals Alessandro Albani, die heute zum Bestand der Dresdner Skulpturensammlung gehört. Die Figur an der Villa Schöningen wurde im Sommer 1999 stark beschädigt als Unbekannte versuchten sie gewaltsam zu entfernen. Nach der Restaurierung steht das Original mit einer Kopie des Kopfes und der Speerspitze seit 2009 in der Ausstellung und eine Figurenkopie in der Rundbogennische. An den Mittelstützen über den Kämpfern der süd- und ostseitigen Fenster sind als weitere dezente Verzierung Frauenfiguren aus gesandeltem Zinkguss angebracht. Im Norden setzte Persius dem Haus als Pendant ein kleineres einachsiges Gebäudeteil hinzu und verband die Bauten mit einem etwas niedriger gehaltenen Zwischenbau, in den er den Haupteingang legte. Das Obergeschoss gestaltete er mit einer rundbogigen Loggia. Die Säulengalerie wiederholte sich im Belvedere eines im Zwischenbau integrierten Turms. 

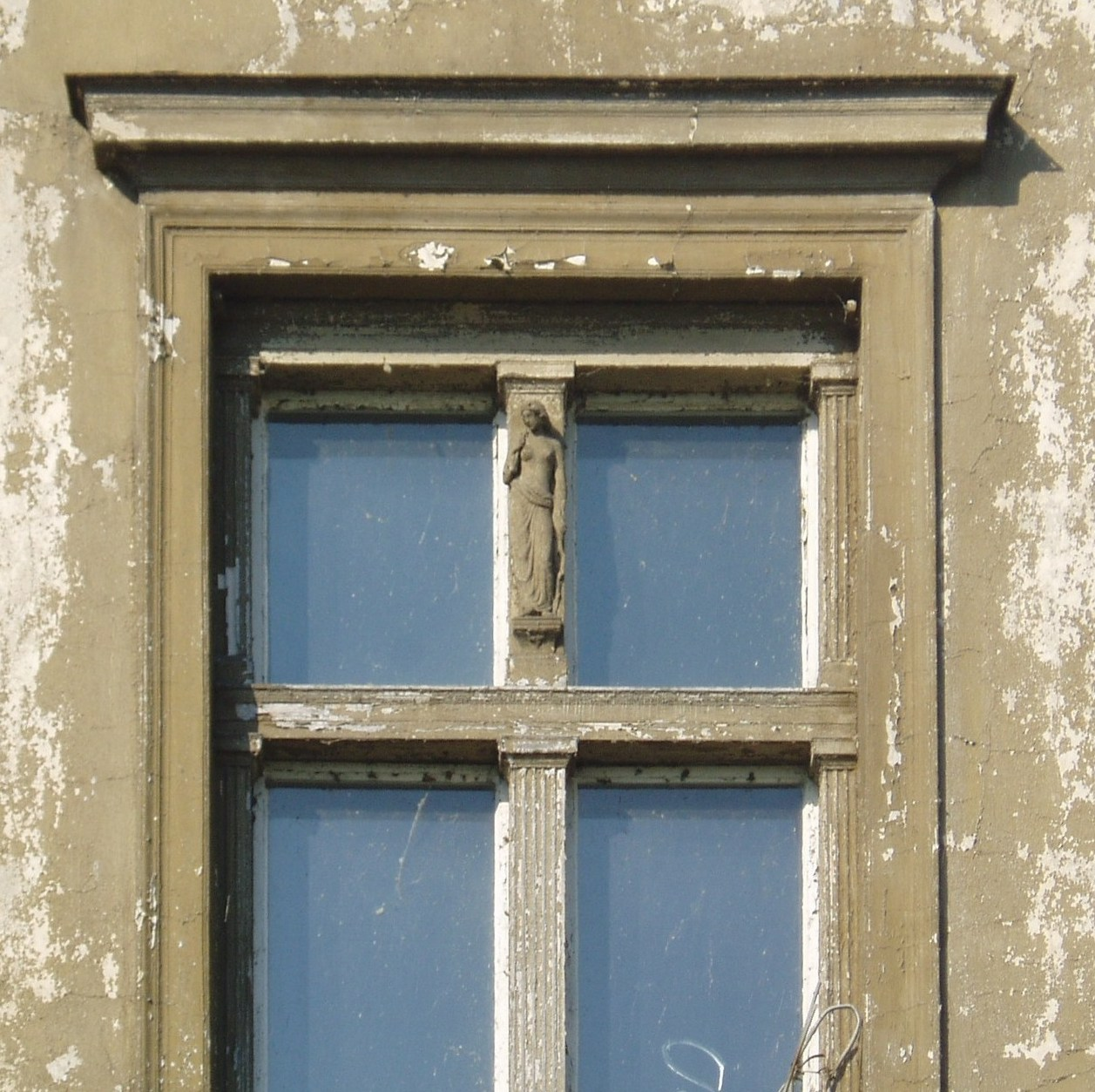
Frauenfigur an einem Fenster an der Ostfassade

 Dieser war weniger für die schöne Aussicht gedacht, sondern sollte in der gestaffelten Gebäudegruppe als vertikales Bauteil einen Akzent setzen. Durch die Neugestaltung gelang es Persius dem Wohnhaus nach Süden und Osten zwei Schaufassaden zu geben, wodurch die Villa sowohl von der gegenüberliegenden Schlossanlage Glienicke, als auch vom weiter südlich gelegenen Schloss Babelsberg als Blickpunkt am Ufer des Jungfernsees in alle Richtungen wirkte. Aufgrund seiner Italienreise übertrug Ludwig Persius die künstlerische Bauaufsicht im Januar 1845 an Ferdinand von Arnim und die Oberaufsicht an Friedrich August Stüler, die diese Aufgaben auch nach der Rückkehr und Persius’ plötzlichem Tod weiterführten. Im Oktober 1845 waren die Umbaumaßnahmen abgeschlossen.

### Umgestaltungen durch die Familien Wallich
1881/82 kam es erstmals seit dem Umbau durch Persius zu baulichen Veränderungen auf dem Grundstück der Familie Wallich. Nach dem Ankauf einer nördlich angrenzenden Obstwiese und dem Abbruch der verputzten Wagenremise, wurde ein größeres Stallgebäude aus rot-gelb gestreiftem Ziegelmauerwerk mit Kutscherwohnung im Obergeschoss errichtet. Das Grundstück erhielt eine Umfriedung durch eine ebenfalls rot-gelb gestreifte Ziegelmauer, die mit einem Zinkgusslöwen geschmückt war. Es ist nicht sicher von wem die Entwürfe für das Stallgebäude stammten. Ein Berliner Architekt namens H. Richter reichte den Bauantrag ein, war aber vermutlich nur für die Bauausführung verantwortlich. In Frage käme einer der damaligen Oberhofbauräte, entweder Reinhold Persius oder Moritz Gottgetreu. Einhundert Jahre später, 1982, wurde das Stallgebäude wieder abgerissen. Der Zinkgusslöwe ist seit 1992 verschollen.

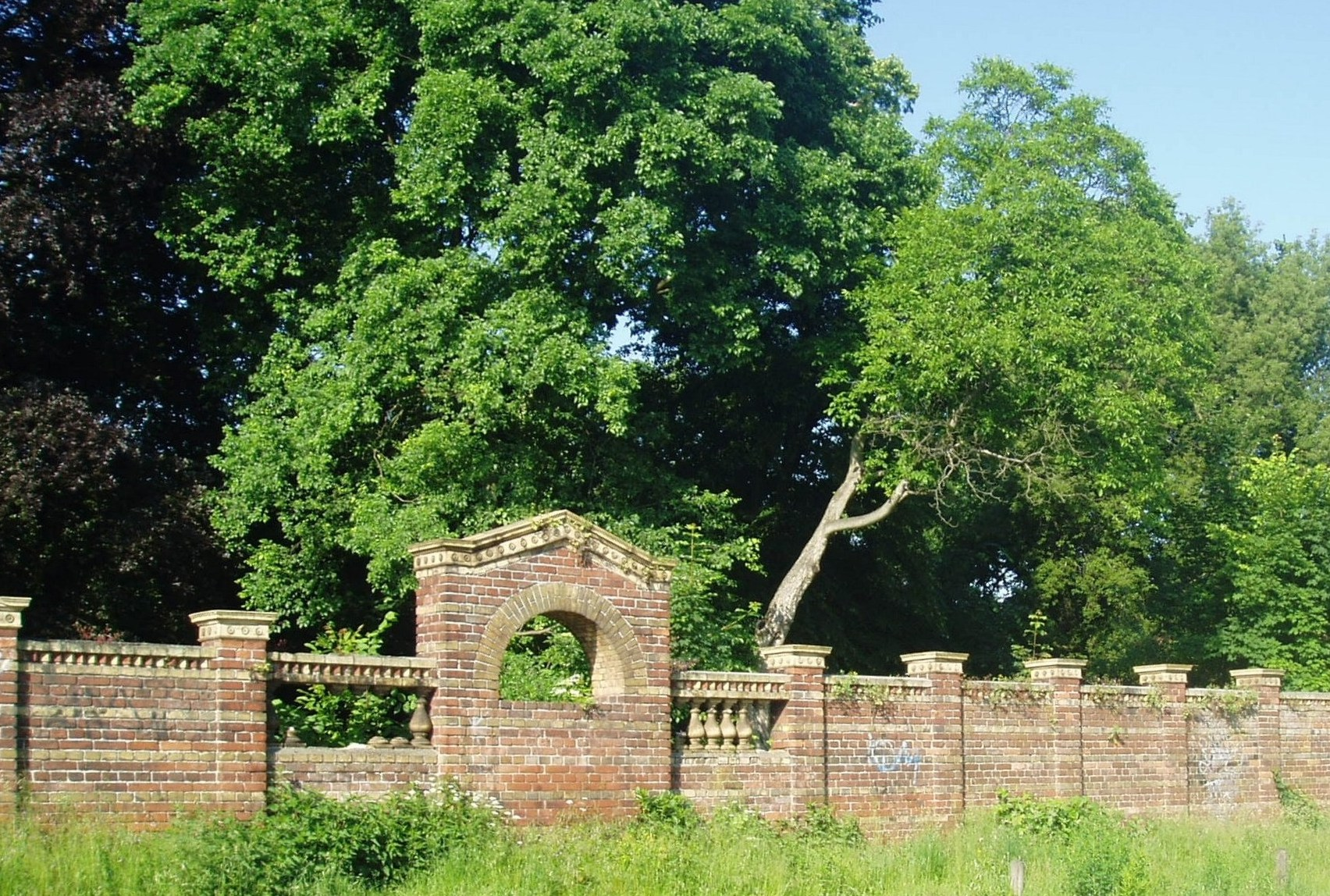
Gartenmauer auf der Ostseite

Ein erster Umbau der Villa nach Persius erfolgte 1888/89, als Hermann und Anna Wallich das Wohnhaus im Innern nach ihren Bedürfnissen umgestalten ließen. Den Auftrag bekam der kurz zuvor von Kaiser Friedrich III. zum Hofarchitekten ernannte Ernst Eberhard von Ihne. Um mehr Wohnfläche zu schaffen, vergrößerte Ihne den ursprünglich zurückliegenden Zwischenbau nach Osten zur Schwanenallee und zog ihn über das nördlich gelegene Gebäudeteil hinaus, sodass die Ostfassade eine von Süd nach Nord abgestufte Front bekam. Das Untergeschoss erhielt einen Hauseingang mit vierstufigem Treppenvorsatz und die ehemals offene Loggia im Obergeschoss eine durch zwei Säulen unterteilte Fensteröffnung, die über die gesamte Breite des Bauteils ging. Zudem erfuhr die Villa Schöningen beim Neubau der Glienicker Brücke in den Jahren 1905 bis 1907 eine veränderte Position zum Jungfernsee. Durch Erdaufschüttungen kam das ursprünglich nahe am Ufer gelegene Haus weiter entfernt zu stehen und verlor somit den direkten Bezug zum Wasser.
Der letzte größere Umbau erfolgte 1922, als Paul und Hildegard Wallich die Villa Schöningen um ein Gebäudeteil erweitern ließen. Mit den Umbaumaßnahmen beauftragen sie das Berliner Architekturbüro Breslauer & Salinger. Alfred Breslauer entwarf Pläne für einen Anbau, den er an die Nordwestecke setzte. Den Turm ausgenommen, überragte der dreigeschossige Baukubus die von Persius entworfenen zweigeschossigen Bauteile. Im Erdgeschoss legte Breslauer die Hauswirtschaftsräume an und im südlichen Bereich ein großes Speisezimmer von dem eine Terrasse betreten werden konnte. In den zwei Obergeschossen wurden Schlafräume und moderne Bäder eingerichtet.